# 大山明彦
大山 明彦（おおやま あきひこ、1957年（昭和32年）7月12日 - ）は、現在日本を代表する古典絵画・壁画の復元模写の第一人者で、特に繧繝彩色に関する研究の大家として知られる。山崎昭二郎に師事し、正統な系譜に連なる最後の一人である。
宮内庁正倉院事務所研究職職員を経て、奈良教育大学文化財造形コース(現・文化遺産教育専修)にて古典絵画技法に関する指導を約四半世紀 (1999年10月〜2024年3月) に亘って行った。
現在は文化財保存修復学会、大学美術教育学会、日本文化財科学会に所属し、律学戒学院評議員を務めている。

## 来歴・人物
1957年 香川県高松市生まれ。1981年（昭和57年）3月、東京藝術大学美術学部日本画科卒業。
1982年4月（昭和58年）同大学院美術研究科保存修復技術専攻に進学。建造物彩色で国の選定保存技術保持者であった山崎昭二郎（1927-1993年）に師事する。同じ頃、日本画家・馬場良治も山崎のもとで学んでいた。1984年3月（昭和60年）修了。
1983年（昭和59年）より1992年（平成4年）まで山崎昭二郎が携わっていた国宝石山寺多宝塔などの彩色復元事業に助手として参加した。1992年(平成4年)に奈良県興福寺三重塔の彩色文様復元事業に参画中、山崎の体調不良により後継を委嘱される。(山崎自身にとって本事業が最後の仕事となった。)
1994年（平成6年）4月、宮内庁正倉院事務所に総理府技官・研究職職員として入所。1999年9月に退所するまでに染色品の整理と修理や、文様の研究、彩色文様の復元・模写で活動した。
1999年（平成11年）10月、奈良教育大学教育学部総合教育課程文化財コース文化財造形専修の助教授（文化財造形学）となる。2007年（平成19年）4月に准教授、2012年（平成24年）に教授となった。2011年（平成23年）2月から2013年（平成25年）3月にかけて東大寺法華堂調査委員会委員を務めた。
2021年4月には奈良教育大学教育学部伝統文化教育専攻文化遺産教育専修代表に就任し、2022年3月まで務めた（後任は美術史家・山岸公基）。
2008年ごろ、平等院鳳凰堂の天井板1枚を京都市内の古美術店で発見し、自費で購入。自身で調べたところ、堂内に現存する天井板の宝相華文と構図や寸法が一致し、鉋での削り跡も創建当初の加工方法と同じであることから、創建当初の部材であると断定した。
2022年（令和4年）より奈良教育大学特任教授を務めたが、2024年（令和6年）3月末日を以て退官した。

## 主な業績

- 国宝・唐招提寺金堂（奈良市五条町）…後壁の千体再現のための原図制作、正面扉の現状記録図及び彩色復原図制作　律宗総本山唐招提寺・奈良県教育委員会依頼 (2003～2009)[3]
- 国宝・薬師寺東塔（奈良市西ノ京町）…初重の天井裏板・支輪裏板に用いられた彩色材料調査、白描図・復元図制作[4]　　[5][6]
- 薬師寺大講堂…天井板及び支輪板原図制作
- 国宝・新薬師寺十二神将立像…彩色文様調査
- 重文・岩船寺三重塔…来迎壁上長押文様の復元
- 史跡・平城宮…第一次大極殿の復原彩色に関する研究[7]
- 正倉院宝物『漆彩絵花形皿』の復元模造制作（彩色担当）宮内庁正倉院事務所依頼 (1994)
- 正倉院宝物「文様復元図について」[8]
- 国史跡『上淀廃寺跡』の金堂壁画復原図制作 鳥取県米子市教育委員会依頼 (2009～2011)

## 評価
- 美術史家で、奈良教育大学文化財造形コースを共に牽引してきた山岸公基は、2013年に同大で開催された展覧会「絵画記録保存ってなあに？～大山研究室の営み～[9]」に際し刊行された冊子の巻頭言にて「"忍耐"の人である。」と評している。

## 過去出演番組
- インターネット公開：「読売テレビニュースチャンネル 薬師寺特集 第3弾」取材協力・出演 読売テレビ 2020年6月12日 インターネットメディア
- TV番組制作協力・出演 『かんさい情報ネットten 世界遺産 薬師寺東塔大修理』特別編 読売テレビ 2020年3月20日 テレビ・ラジオ番組
- TV番組制作協力 NHKスペシャル『天皇が創った至宝ｰ正倉院宝物の謎に迫る日本誕生の壮大な物語』 NHK総合テレビ 2019年9月1日 テレビ・ラジオ番組
- TV番組制作協力・出演 NHKスペシャル『運慶と快慶 新発見！幻の傑作』、及びBS4Kスペシャル『運慶と快慶～乱世がうんだ 革命の美～』NHK 2019年3月1日 テレビ・ラジオ番組
- TV番組制作協力 フジテレビ系列 全国ネット『林修のニッポンドリル』2018年12月26日 テレビ・ラジオ番組
- TV番組制作協力・出演『かんさい情報ネット ten 平成大改修シリーズ第3弾「色彩の謎」再放送 読売テレビ 2018年10月29日 テレビ・ラジオ番組
- TV番組制作協力・出演『ならナビ（薬師寺東塔ものがたりｰよみがえる古代の色彩ｰ』 NHK総合（奈良地域） 2018年9月10日 テレビ・ラジオ番組
- TV番組制作協力・出演『news ten 密着9年「薬師寺」発見1300年前の幻の色』 読売テレビ 2018年3月1日 テレビ・ラジオ番組
- TV番組制作協力・出演『おはよう日本ほか（蘇る天平の色彩・薬師寺）』 NHK総合 2015年8月 テレビ・ラジオ番組
- TV番組制作協力・出演『古都浪漫こころ寺巡り -第30話 新薬師寺・帯解寺-』 BSフジ 2015年3月 テレビ・ラジオ番組
- TV番組制作協力・出演『極上美の饗宴 新薬師寺・十二神将』 NHK BSプレミアム 2012年2月 テレビ・ラジオ番組
- TV番組出演『平等院鳳凰堂創建時の天井板戻る 大学准教授が寄贈』 共同通信（読売放送、朝日放送、NHK京都ほか） 2011年2月 テレビ・ラジオ番組
- TV番組制作協力・出演『心の都へスペシャル 美しき古都 千年の旅人～奈良・千年の技編』 日本テレビ 2011年1月 テレビ・ラジオ番組
- TV番組制作協力・出演『歴史秘話ヒストリア 妻の私が支えねば－天平のスーパーウーマン・光明皇后－』 NHK総合 2010年7月 テレビ・ラジオ番組
- TV番組制作協力・出演『ならナビ▽やまとの国宝～栄山寺・八角堂』NHK総合 2010年5月 テレビ・ラジオ番組
- TV番組制作協力・出演『遷都1300年記念！唐招提寺物語「色彩が語る天平の美」』 BS－TBS放送 2010年3月 テレビ・ラジオ番組
- TV番組制作協力・出演 ハイビジョン特集『復元 幻の大寺院～新薬師寺・天平の謎に挑む～』 BS－NHK放送 2010年3月 テレビ・ラジオ番組
- TV番組制作協力『歴史秘話ヒストリア 大仏はなぜ大きいの？・・・』NHK総合 2010年3月 テレビ・ラジオ番組
- TV番組制作協力・出演『薬師寺東塔 天井絵の調査始まる／文化財』ニュース・ヘッドライン NHK総合ほか 2010年1月 テレビ・ラジオ番組